# Жгули
Жгули — опустевшая деревня в составе Немского района Кировской области. 

## География
Находится на расстоянии примерно 27 километров по прямой на север-северо-запад от районного центра поселка Нема.

## История
Деревня была известна с 1717 года, когда в ней было учтено 20 дворов, в 1764 году 110. В 1873 году учтено дворов 30 и жителей 237, в 1905 38 и 227, в 1926 44 и 252, в 1950 55 и 185 соответственно, в 1989 8 жителей. До 2021 года входила в  Архангельское сельское поселение Немского района, ныне непосредственно в составе Немского района.

## Население
Постоянное население  не было учтено как в 2002 году, так и в 2010.